# Közönséges tengerimakk
A közönséges tengerimakk (Semibalanus balanoides) az állkapcsilábas rákok (Maxillopoda) osztályának Sessilia rendjébe, ezen belül az Archaeobalanidae családjába tartozó faj.

## Előfordulása
A közönséges tengerimakk az Atlanti-óceánban, az Északi-tengerben és a Balti-tenger nyugati részében fordul elő. Gyakran kilométer hosszúságú tömött sávokat alakít ki, például az angliai parton 20 centiméterrel az apályvonal alatt 1 négyzetméter területen 40 000 egyedet számoltak meg.

## Alfaja
- Semibalanus balanoides calcaratus Pilsbry, 1916

## Megjelenése
A közönséges tengerimakk a rögzült életmódhoz messzemenően alkalmazkodott. 6 csipkés szélű, fehéres lemezből összetett, laposabb vagy meredekebb kúp alakú házának átmérője 5-15 milliméter. A hatszögletű nyílást azonos színű fedőlemez zárja. A kőkemény lemezek kettős falúak, és mészlemezkék merevítik azokat. Olyan építésmód ez, amely nagy szilárdságot biztosít. A lemezek széle késélességű, az ember könnyen megsértheti rajtuk magát.

## Életmódja
A közönséges tengerimakk számára aljzatként minden elképzelhető hely megfelel: az erős hullámverésnek kitett sziklák, kövek és cölöpök, hajótestek, bóják, de puhatestű állatok héjára, rákok páncéljára, szivacsokra, tengeri teknősök házára, sőt, akár a cetek hatalmas testére is rátelepednek. Az állatok azt is elviselik, ha hosszabb ideig szárazra kerülnek. A tajtékzónában, ahol települési sűrűségük még mindig jelentős, naponta néhány csepp vízzel beérik, pedig ott tekintélyes hőmérséklet-változásoknak is ki vannak téve. Ez idő alatt képesek a levegőből felvenni az oxigént. Táplálékszerzés céljából kinyújtják pillás szőrű kacslábaikat. Ezek szétterpesztve kúp alakú szűrőkészüléket alkotnak, melyben a belesodródott tápdús, lebegő részecskék fennakadnak. Táplálkozáskor az állat lábaival összehangoltan és ütemesen csapkod a száj irányába.

## Szaporodása
A megtermékenyített petékből lárvák fejlődnek, melyek egy ideig még a köpenyüregben maradnak, mielőtt önálló életüket megkezdik. Mivel a közönséges tengerimakkok a hajókon is megtelepszenek, és gyors növekedésük révén nemsokára a hajófenék nagy felületét beborítják, ezzel nagy gazdasági károkat okoznak. A hajókról a nemkívánatos ránövéseket folyamatosan el kell távolítani.

## Képek

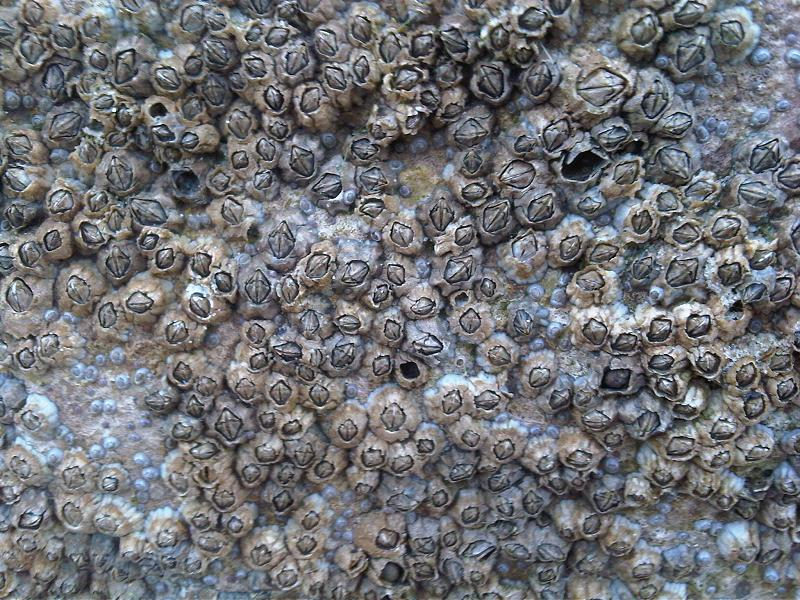
Közönséges tengerimakkok
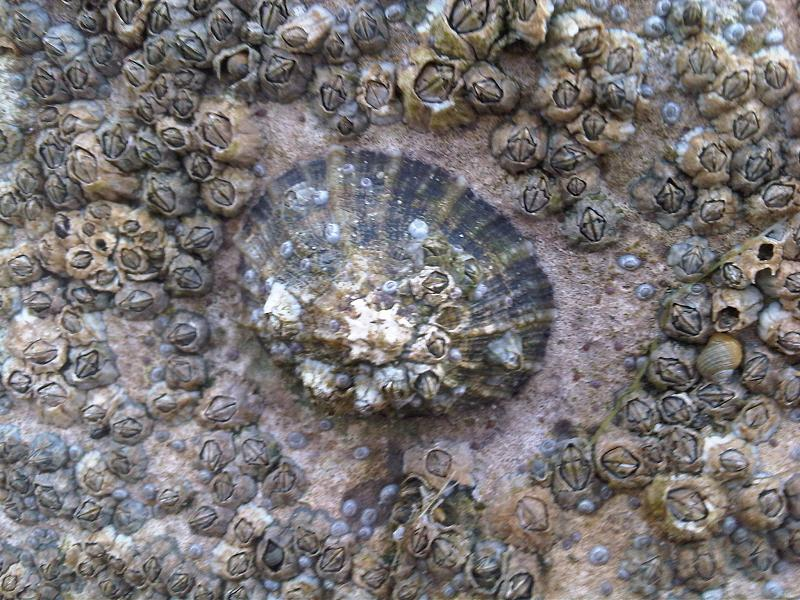
a Wight-sziget partjain
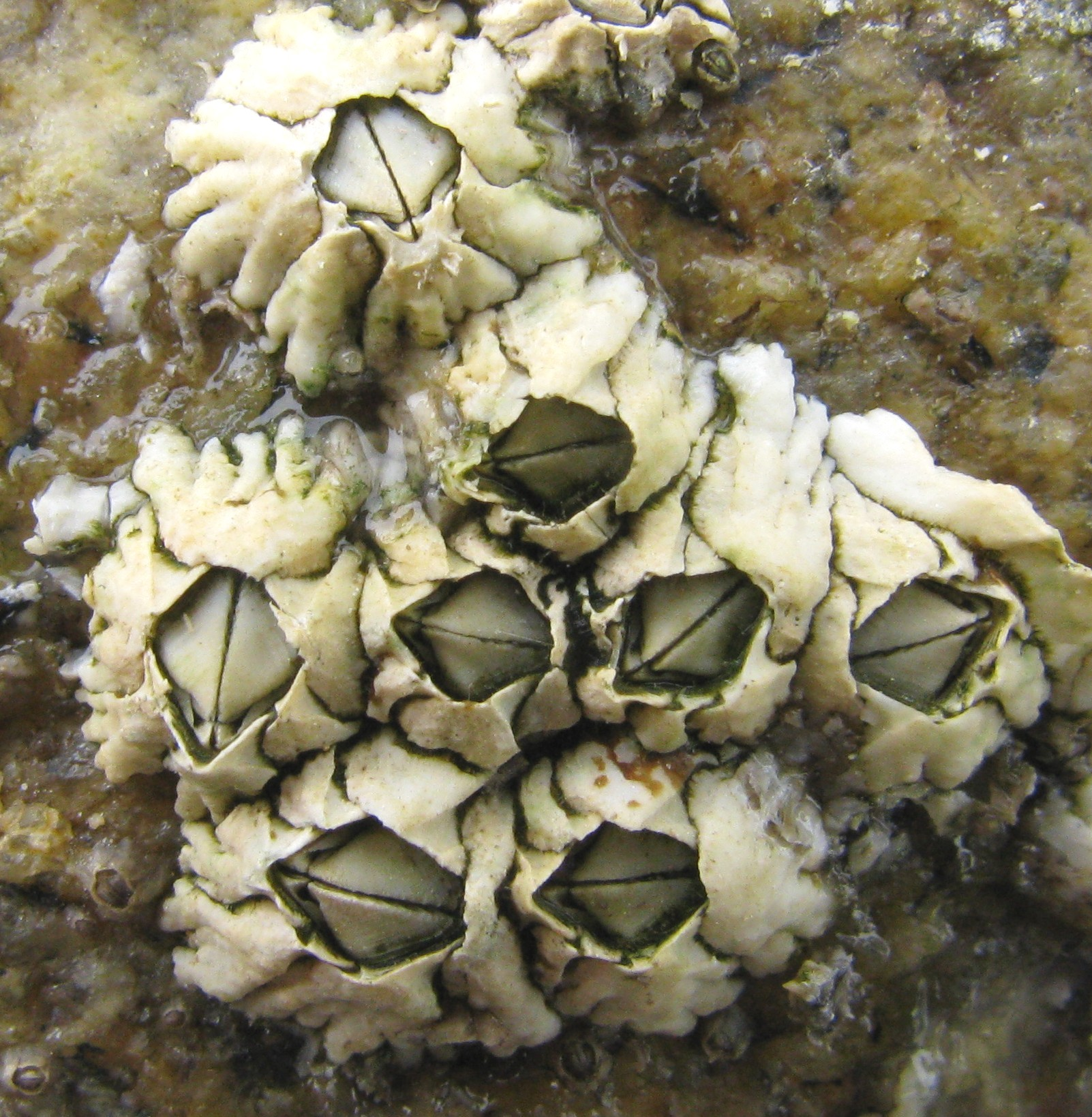
Az állatok közelről
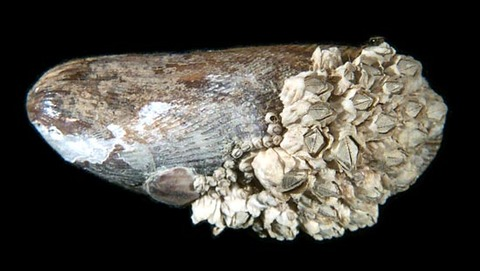
Múzeumi példányok